# Xantusia wigginsi
Xantusia wigginsi là một loài thằn lằn trong họ Xantusiidae. Loài này được Savage mô tả khoa học đầu tiên năm 1952.